# 3C Retail
3C Retail A/S er en dansk detailhandelskoncern, som sælger forskellige elektronikprodukter i kombination med lånefinansiering. Virksomheden inkluderer forretningskæden L'easy, lånefinansieringsselskabet D:E:R, lånefinansieringsselskabet Thorn og inkassoselskabet Føniks Inkasso. 3C Retail har ca. 180 ansatte med hovedkvarter i Odense. Koncernen ejes af Niels Thorborg igennem 3C Groups. Selskabet blev etableret som L'easy A/S i 1999. I 2014 skiftede det navn til 3C Retail A/S.